# Chatenay-Vaudin
Chatenay-Vaudin är en kommun i departementet Haute-Marne i regionen Grand Est (tidigare regionen Champagne-Ardenne) i nordöstra Frankrike. Kommunen ligger i kantonen Neuilly-l'Évêque som tillhör arrondissementet Langres. År 2022 hade Chatenay-Vaudin 46 invånare.

## Befolkningsutveckling
Antalet invånare i kommunen Chatenay-Vaudin
| Referens: INSEE |